# 旅ダチノウタ
「旅ダチノウタ」（たびだちのうた）は、日本の音楽グループAAAの20枚目のシングル。2009年1月14日にavex traxから発売された。
ライブDVD『3rd Anniversary Live 080922-080923 日本武道館』と同時発売。

## 概要
- 前作「MUSIC!!!/ZERO」から約5ヵ月ぶりの発売となる。
- メンバー全員で歌うバラード曲としては初のシングル作品となった。これまで年初めのシングルはアップテンポな楽曲が多く、バラード作品が年初めの作品になるのも初めてであった[2]。
- 2009年1月13日付オリコンデイリーチャートで1位を獲得。
- 一般向けには、CD+DVD盤、CD Only盤、CD EXTRA仕様盤の3種。FC会員向けに製作された、CD ピクチャーレーベル仕様盤の8種が発売された。
  - CD+DVD盤のDVDには、「旅ダチノウタ」のPVが収録されている。
  - CD Only盤には、ボーナストラックとして「旅ダチノウタ[TW Departure Mix]」が収録されている。
  - CD EXTRA仕様盤のCD EXTRAには、「旅ダチノウタ」のPV撮影におけるオフショット映像が収録されている。
  - CD ピクチャーレーベル仕様盤は、西島隆弘ver.、宇野実彩子ver.、浦田直也ver.、日高光啓ver.、與真司郎ver.、末吉秀太ver.、伊藤千晃ver.、AAA ver.が発売された。それぞれCDの盤面に写真が印刷されている。
- 販売店には2008年10月8日発売と通達されていたもの、12月17日と2度にわたり延期され、最終的に2009年1月14日に発売された。また初期はCD EXTRAに「VARIETY MOVIE -AAA極秘クラブ 其ノ四-」が収録される予定であったが変更された。
- 「Get チュー!/SHEの事実」以来のリリースイベントを2009年1月18日に行った。
- CDTVアンケートで、卒業ソングランキング4位を記録。2010年のアンケートでも、卒業ソングランキング2位を記録。2012年の2000年以降の卒業ソングランキングでは7位を記録。

## 収録内容

### CD+DVD盤
CD
1. 旅ダチノウタ [5:07]
（作詞: leonn、作曲: コモリタミノル、Rap詞: 日高光啓）
当時のメンバーであった浦田直也はAAAとしてデビューから3年が経ち、気取らず自然に歌うことができた曲であると語っている。メンバーの宇野実彩子は旅ダチノウタの歌詞がAAAに入るか入らないかって揺れてた高校時代の進路決定時の感情と似ているとし、当時この曲を聴いていれば前向きになっていたと述べている。故に、もし将来に悩んでる人がいたら、別れもプラスになれるヒントになればいいとコメントしている。日高光啓のラップ詞をメンバーの西島隆弘は気に入っており、年齢問わずに響く歌詞であるとコメントしている[2]。
NHK総合「MUSIC JAPAN」にて披露
2. Mosaic [4:36]
（作詞: Lori Fine(COLDFEET)、作曲: kenko-p）
ドラマ『未来世紀シェイクスピア』主題歌
西島・宇野・浦田・日高・與・末吉で歌うバージョンも存在し、2017年のツアー「WAY OF GLORY」などで披露されている。
3. a piece of my word [5:16]
（作詞: Kenn Kato、作曲: Sin）
『京都きもの友禅』CMソング
3rd Anniversary Live 080922-080923 日本武道館でも披露されていたもので、女性メンバーである宇野実彩子と伊藤千晃による楽曲[3]。
4. 旅ダチノウタ (Instrumental) [5:07]
5. Mosaic (Instrumental) [4:36]
6. a piece of my word (Instrumental) [5:13]

DVD
1. 旅ダチノウタ (Music Clip)

### CD only盤
CD
1. 旅ダチノウタ [5:07]
2. Mosaic [4:36]
3. a piece of my word [5:14]
4. 旅ダチノウタ [Tw Departure Mix] [5:07]
5. 旅ダチノウタ (Instrumental) [5:07]
6. Mosaic (Instrumental) [4:36]
7. a piece of my word (Instrumental) [5:13]

### CD EXTRA仕様盤
CD
1. 旅ダチノウタ [5:07]
2. Mosaic [4:36]
3. a piece of my word [5:16]
4. 旅ダチノウタ (Instrumental) [5:07]
5. Mosaic (Instrumental) [4:36]
6. a piece of my word (Instrumental) [5:15]

CD EXTRA(エンハンスド)
1. 旅ダチノウタ [Off Shot]

### FC限定盤
CD
1. 旅ダチノウタ [5:07]
2. Mosaic [4:36]
3. a piece of my word [5:13]